# Persone di nome Massimo/Politici
| Questa pagina contiene informazioni ricavate automaticamente dalle voci biografiche con l'ausilio del template Bio e di un bot. L'aggiornamento è periodico e automatico e ricostruisce completamente la pagina. Se manca una persona in questa lista, sei pregato di non aggiungerla, ma accertati piuttosto che la sua voce biografica contenga il template Bio e che i dati anagrafici siano correttamente compilati. Se il template Bio manca, inseriscilo tu stesso o, in alternativa, metti l'avviso {{tmp\|Bio}} che ne segnala la mancanza. Se i dati riportati sono sbagliati, correggi direttamente la voce biografica; le modifiche saranno visibili in questa lista entro pochi giorni. Per chiarimenti vedi il progetto antroponimi. La lista contiene solo le 75 persone che sono citate nell'enciclopedia e per le quali è stato implementato correttamente il template Bio. Pagina aggiornata al 23 feb 2025. |

Questa è una lista di persone presenti nell'enciclopedia che hanno il nome Massimo e sono politici.

## A(4)
- Massimo Abbatangelo, politico italiano (Napoli, n. 1942)
- Massimo Alesi, politico italiano (Civitavecchia, n. 1907 - † 1988)
- Massimo Anderson, politico italiano (Roma, n. 1934 - Roma, † 2021)
- Massimo Artini, politico e dirigente pubblico italiano (Figline Valdarno, n. 1974)

## B(10)
- Massimo Baldini, politico italiano (Viareggio, n. 1942)
- Massimo Enrico Baroni, politico italiano (Catania, n. 1973)
- Massimo Bergamin, politico italiano (Gavello, n. 1964)
- Massimo Maria Berruti, politico e militare italiano (Lagonegro, n. 1949 - Roma, † 2018)
- Massimo Vittorio Berutti, politico italiano (Tortona, n. 1967)
- Massimo Bitonci, politico italiano (Padova, n. 1965)
- Massimo Bonardi, politico italiano (Iseo, n. 1850 - Roma, † 1905)
- Massimo Bonavita, politico italiano (Cesena, n. 1949 - Cesena, † 2016)
- Massimo Brutti, politico italiano (Roma, n. 1943)
- Massimo Bulbi, politico italiano (Roncofreddo, n. 1962)

## C(11)
- Massimo Caleo, politico italiano (Sarzana, n. 1961)
- Massimo Candura, politico italiano (Treviso, n. 1974)
- Massimo Caprara, politico e giornalista italiano (Portici, n. 1922 - Milano, † 2009)
- Massimo Casanova, politico italiano (Bologna, n. 1970)
- Massimo Cassano, politico italiano (Bari, n. 1965)
- Massimo Cenci, politico sammarinese (San Marino, n. 1967)
- Massimo Cervellini, politico italiano (Roma, n. 1956)
- Massimo Chiaventi, politico italiano (Porto Mantovano, n. 1951 - Mantova, † 1999)
- Massimo Cialente, politico italiano (L'Aquila, n. 1952)
- Massimo Cordero di Montezemolo, politico e prefetto italiano (Mondovì, n. 1807 - Roma, † 1879)
- Massimo Corsaro, politico italiano (Milano, n. 1963)

## D(8)
- Massimo D'Alema, politico, giornalista e scrittore italiano (Roma, n. 1949)
- Massimo De Carolis, politico italiano (Milano, n. 1940)
- Massimo De Rosa, politico italiano (Milano, n. 1979)
- Massimo Del Carlo, politico e medico italiano (n. 1848 - Lucca, † 1919)
- Massimo Del Fante, politico e imprenditore italiano (Rocca di Mezzo, n. 1894 - † 1971)
- Massimo Depaoli, politico italiano (Torino, n. 1959)
- Massimo Dolazza, politico italiano (Bergamo, n. 1949 - Stezzano, † 2019)
- Massimo Donadi, politico italiano (Venezia, n. 1963)

## F(5)
- Massimo Fantola, politico e ingegnere italiano (Cagliari, n. 1948)
- Massimo Federici, politico italiano (Châteauroux, n. 1956)
- Massimo Ferrarese, politico e dirigente sportivo italiano (Francavilla Fontana, n. 1962)
- Massimo Fiorio, politico italiano (Torino, n. 1968)
- Massimo Saverio Ennio Fundarò, politico italiano (Alcamo, n. 1958)

## G(4)
- Massimo Garavaglia, politico italiano (Cuggiono, n. 1968)
- Massimo Giordano, politico italiano (Novara, n. 1969)
- Massimo Gorla, politico italiano (Milano, n. 1933 - Milano, † 2004)
- Massimo Grillo, politico italiano (Marsala, n. 1963)

## L(2)
- Massimo Livi Bacci, politico e statistico italiano (Firenze, n. 1936)
- Massimo Logli, politico italiano (Prato, n. 1956)

## M(5)
- Massimo Mallegni, politico italiano (Pietrasanta, n. 1968)
- Massimo Marchignoli, politico italiano (Bologna, n. 1958 - Castel del Rio, † 2020)
- Massimo Mautino, politico italiano (Agliè, n. 1816 - Agliè, † 1873)
- Massimo Mezzetti, politico italiano (Roma, n. 1962)
- Massimo Milani, politico italiano (Roma, n. 1967)

## N(3)
- Massimo Nardi, politico italiano (Roma, n. 1954)
- Massimo Nicolucci, politico italiano (Napoli, n. 1957)
- Massimo Nobili, politico italiano (Premosello, n. 1958)

## P(5)
- Massimo Paolucci, politico italiano (Napoli, n. 1959)
- Massimo Parisi, politico e giornalista italiano (Firenze, n. 1968)
- Massimo Polledri, politico italiano (Piacenza, n. 1961)
- Massimo Pompili, politico italiano (Roma, n. 1955)
- Massimo Preziosi, politico e avvocato italiano (Avellino, n. 1942 - Avellino, † 2019)

## R(3)
- Massimo Romagnoli, politico italiano (Capo d'Orlando, n. 1971)
- Massimo Rossi, politico italiano (Fermo, n. 1957)
- Massimo Ruspandini, politico italiano (Ceccano, n. 1973)

## S(3)
- Massimo Serafini, politico e scrittore italiano (Alfonsine, n. 1942)
- Massimo Sertori, politico italiano (Sondrio, n. 1968)
- Massimo Struffi, politico italiano (Vercelli, n. 1944)

## T(4)
- Massimo Taglialavore, politico italiano (Mussomeli, n. 1940)
- Massimo Teodori, politico, storico e giornalista italiano (Force, n. 1938)
- Massimo Trespidi, politico italiano (Castel San Giovanni, n. 1960)
- Massimo d'Azeglio, politico, patriota e pittore italiano (Torino, n. 1798 - Torino, † 1866)

## U(2)
- Massimo Andrea Ugolini, politico sammarinese (n. 1978)
- Massimo Ungaro, politico italiano (Roma, n. 1987)

## V(3)
- Massimo Vannucci, politico italiano (Macerata Feltria, n. 1957 - Urbino, † 2012)
- Massimo Veltri, politico italiano (Cosenza, n. 1947)
- Massimo Villone, politico e costituzionalista italiano (Napoli, n. 1944)

## W(1)
- Massimo Wilde, politico italiano (Sirmione, n. 1944 - Sirmione, † 2017)

## Z(2)
- Massimo Zedda, politico italiano (Cagliari, n. 1976)
- Massimo Zunino, politico italiano (Savona, n. 1956)